# District de Doullens
Le district de Doullens est une ancienne division territoriale française du département de la Somme de 1790 à 1795.
Il était composé des cantons de Doullens, Beauquêne, Bernaville, Domart, Frohem le Grand, Lucheux, Mailly et Naours.